# Baanresonantie

Phobos en Deimos in Baanresonatie rond Mars

Baanresonantie van Io, Europa en Ganymedes die harmonisch rond Jupiter draaien

Baanresonantie van Cruithne en de Aarde om de Zon

Baanresonantie is het verschijnsel in de sterrenkunde, dat de banen van twee planeten rondom dezelfde ster, of van twee manen rondom dezelfde planeet, omloopstijden hebben die zich bij benadering verhouden als eenvoudige, positieve gehele getallen. Dergelijke omloopstijden zijn onderling 'commensurabel'. Hierdoor komen de hemellichamen regelmatig in dezelfde posities ten opzichte van elkaar, en ondervinden ze periodiek op dezelfde plaats elkaars zwaartekracht. Dit kan helpen om het systeem in stand te houden, zoals een schommelbeweging in stand blijft door bij elke zwaai op hetzelfde punt een duw te geven.

## Enkele voorbeelden
- de omloopstijden om de zon van de planeet Neptunus en dwergplaneet Pluto bedragen 165 en 248 jaar, dat wil zeggen een verhouding van 2 op 3. Hoewel de banen van Neptunus en Pluto elkaar deels overlappen, is er geen gevaar voor een botsing omdat de baanresonantie een situatie in stand houdt waarbij Pluto de baan van Neptunus alleen kruist als Neptunus ver weg is.
- de planeten Jupiter en Saturnus draaien in respectievelijk 11,86 en 29,46 jaar om de zon; dat is een verhouding van ongeveer 2 : 5. Deze commensurabiliteit leidt in de banen van de twee planeten tot systematische afwijkingen (de omloopstijd van Jupiter wordt erdoor verlengd, die van Saturnus verkort), die bekendstaan als de Grote Ongelijkheid. De Franse astronoom Laplace gaf als eerste de verklaring hiervan in termen van een resonantie (1784).
- vier manen van Saturnus, te weten Mimas, Enceladus, Tethys en Dione, hebben omloopstijden die zich vrij precies verhouden als 2:3:4:6. Bij zo'n commensurabiliteit van drie of meer omloopstijden spreekt men van Laplace-resonantie.
- de verhouding 1 : 1 komt in twee gedaantes voor: twee hemellichamen kunnen elkaar volgen in dezelfde baan (Jupiter en de Trojanen, zie ook Lagrangepunt); twee hemellichamen kunnen periodiek van baan wisselen (Janus en Epimetheus), of de hemellichamen zijn op een andere manier door de zwaartekracht aan elkaar gebonden (de aarde en Cruithne).

## Constructieve en destructieve resonantie
Hemellichamen in commensurabele banen geven, bij wijze van spreken, telkens op hetzelfde punt van hun baan elkaar een 'tik'. Het cumulatieve effect van die tikken kan tweeledig zijn:
- Als de opvolgende 'tikken' de banen steeds meer verstoren, is de configuratie onstabiel.
- Als de tikken zo uitwerken dat afwijkingen van de resonantie vanzelf gecorrigeerd worden, is sprake van een stabiele resonantie.

Een 1:3 resonantie is bijvoorbeeld onstabiel, een resonantie 2:3 stabiel. Dit wordt geïllustreerd door de statistische verdeling van de omloopstijden van planetoïden. Er zijn tienduizenden planetoïden met een omloopstijd tussen de 3 en 6 jaar, maar sommige omloopstijden blijken nauwelijks voor te komen, terwijl andere sterk oververtegenwoordigd zijn.
De oorzaak hiervan is dat er resonanties optreden met de baan van de planeet Jupiter (omloopstijd om de zon 11,86 jaar). Als een planetoïde in een baan zou geraken met een omloopstijd gelijk aan een derde van die van Jupiter (resonantie 1:3), dan wordt hij door Jupiter al snel weer uit die baan gewipt. Zo ontstaat bij die omloopstijd een leegte, een zogeheten Kirkwood Gap. De belangrijkste Kirkwood Gaps bevinden zich bij 1/4, 1/3, 3/7, 1/2 en 3/5 maal de omloopstijd van Jupiter.
Precies het omgekeerde gebeurt bij een omloopstijd van 2/3 × 11,86 jaar (resonantie 2:3). Planetoïden die een iets langere of iets kortere omloopstijd hebben, worden door de periodieke tikken van Jupiter juist naar de resonante baan toe gedirigeerd. Daar ontstaat dus een opeenhoping van planetoïden (in dit specifieke geval de planetoïdenfamilie van de Hilda’s).
Bij stabiele resonanties wijken de banen altijd enigszins af van eenvoudige Keplerbanen, door de forcerende invloed van het derde hemellichaam. Sommige van die afwijkingen zijn periodiek (schommelingen), andere trendmatig (zoals de genoemde Grote Ongelijkheid bij Jupiter en Saturnus). Doordat de afwijkingen het cumulatieve gevolg zijn van een zich telkens herhalende aantrekking, wordt de onderlinge aantrekkingskracht van het betreffende paar hemellichamen uitvergroot en wordt het in principe mogelijk hun massa’s te bepalen. Dit vergt echter zeer nauwkeurige metingen en geavanceerde theorie.